# Abiram Chamberlain

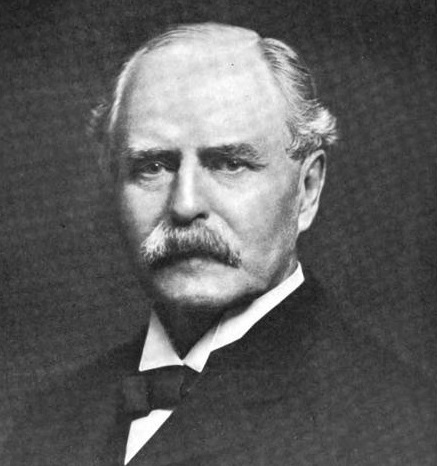
Abiram Chamberlain, 1905

Abiram Chamberlain (* 7. Dezember 1837 in Colebrook, Litchfield County, Connecticut; † 15. Mai 1911 in Meriden, Connecticut) war ein US-amerikanischer Politiker und von 1903 bis 1905 Gouverneur des US-Bundesstaates Connecticut. Er war Mitglied der Republikanischen Partei.

## Frühe Jahre und politischer Aufstieg
Chamberlain studierte Bauingenieurwesen am Williston Seminary in Easthampton, Massachusetts. Anschließend arbeitete er einige Jahre im Ingenieurunternehmen seines Vaters, bevor er ins Bankgewerbe wechselte. 1881 war er Präsident der New Britain National Bank und später Vizepräsident der Meriden Savings Bank. Chamberlain entschied sich in den 1870ern eine politische Laufbahn einzuschlagen. Er wurde Mitglied des Stadtrats von Meriden. Ferner kandidierte er 1877 für einen Sitz im Repräsentantenhaus von Connecticut, wo er nach erfolgreicher Wahl bis 1878 verblieb. Danach war er von 1901 bis 1902 staatlicher Rechnungsprüfer (Comptroller) in Connecticut.

## Gouverneur von Connecticut
Chamberlain gewann 1902 die Gouverneursnominierung der Republikaner und wurde kurze Zeit später zum Gouverneur von Connecticut gewählt. Während seiner Amtszeit unterzeichnete er ein Gesetz zur Gründung von Connecticuts Staatspolizei. Ferner bestätigte er Gesetze, die Arbeiter unterstützten. Am 4. Januar 1905 verließ er sein Amt und zog sich aus dem öffentlichen Dienst zurück.
Abiram Chamberlain verstarb am 15. Mai 1911 und wurde anschließend auf dem Walnut Grove Cemetery in Meriden beigesetzt. Er war mit Charlotte Roberts verheiratet. Das Paar hatte zwei gemeinsame Kinder.